# Legh II
Pour les articles homonymes, voir Legh.
Lehg II est un ketch de 9,50 m (31 pieds 2 pouces) sur lequel l'Argentin Vito Dumas a effectué le tour du monde en 1942. Le nom Lehg était basé sur les initiales de « quatre noms qui ont marqué ma vie », selon Dumas.

## Historique
Vito Dumas a navigué à l'est de Buenos Aires, autour du monde au-delà des trois grands caps au cours d'un voyage de 272 jours, faisant sept escales. Il est devenu le premier marin solitaire à faire le tour des trois grands caps. Il a navigué plus tard, sous le nom de Lehg II de Buenos Aires à New York et en sens contraire, un voyage de 17.000 milles.
Le navire est conservé au Musée naval de Tigre, Buenos Aires, Argentine.

## Conception
Lehg II a été conçu en 1933 par l'architecte naval argentin Manuel M. Campos, et construit en 1934 en Argentine. Il été basé sur des conceptions norvégiennes traditionnelles à double extrémité, mêlant les conceptions populaires contemporaines des architectes navals Bill Atkins et Colin Archer, ainsi que des baleiniers traditionnels du Rio de la Plata. Le voilier a été construit à partir de bois argentins. Le gréement était un ketch marconi (gréement bermudien).

## Galerie

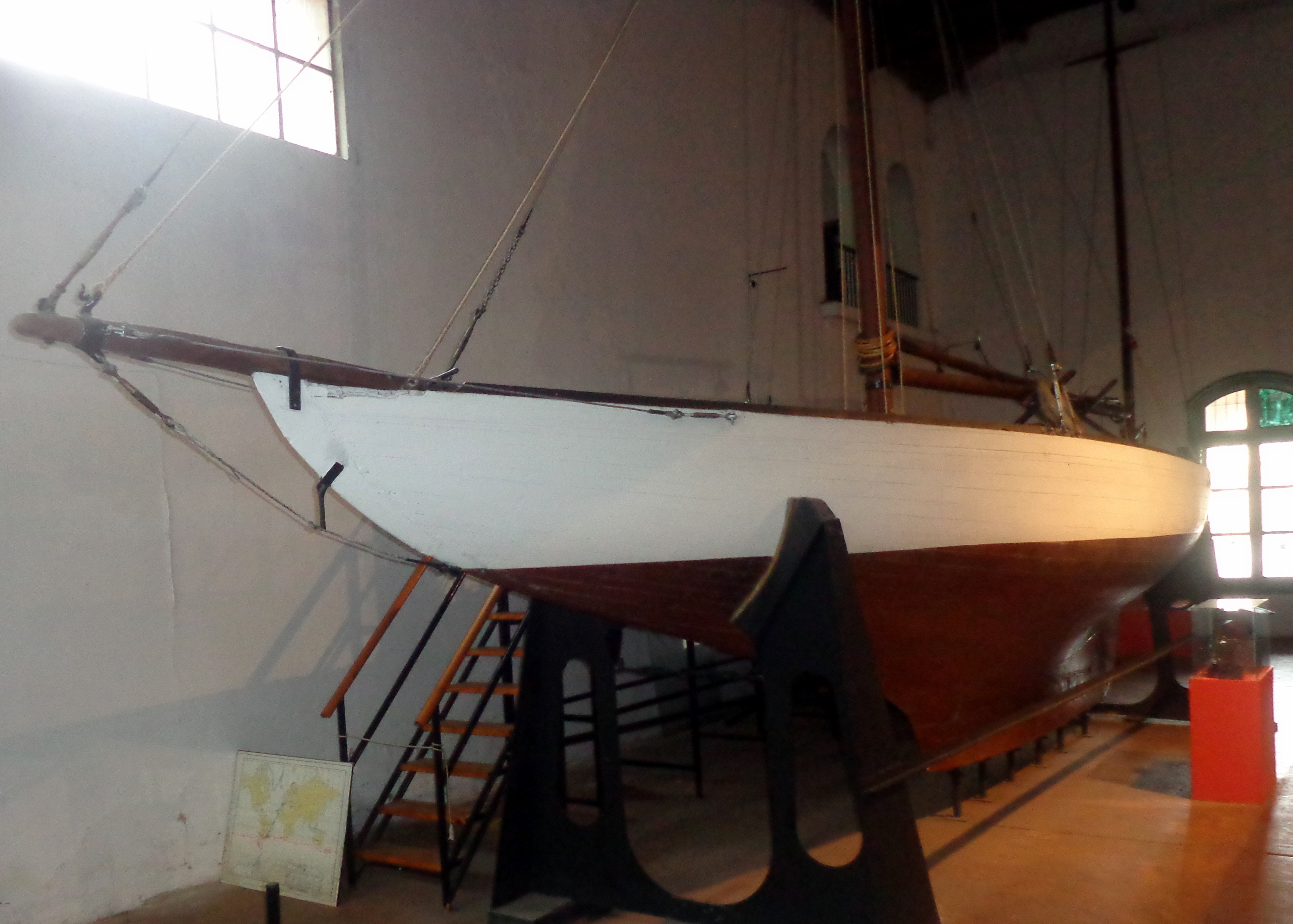
Lehg I
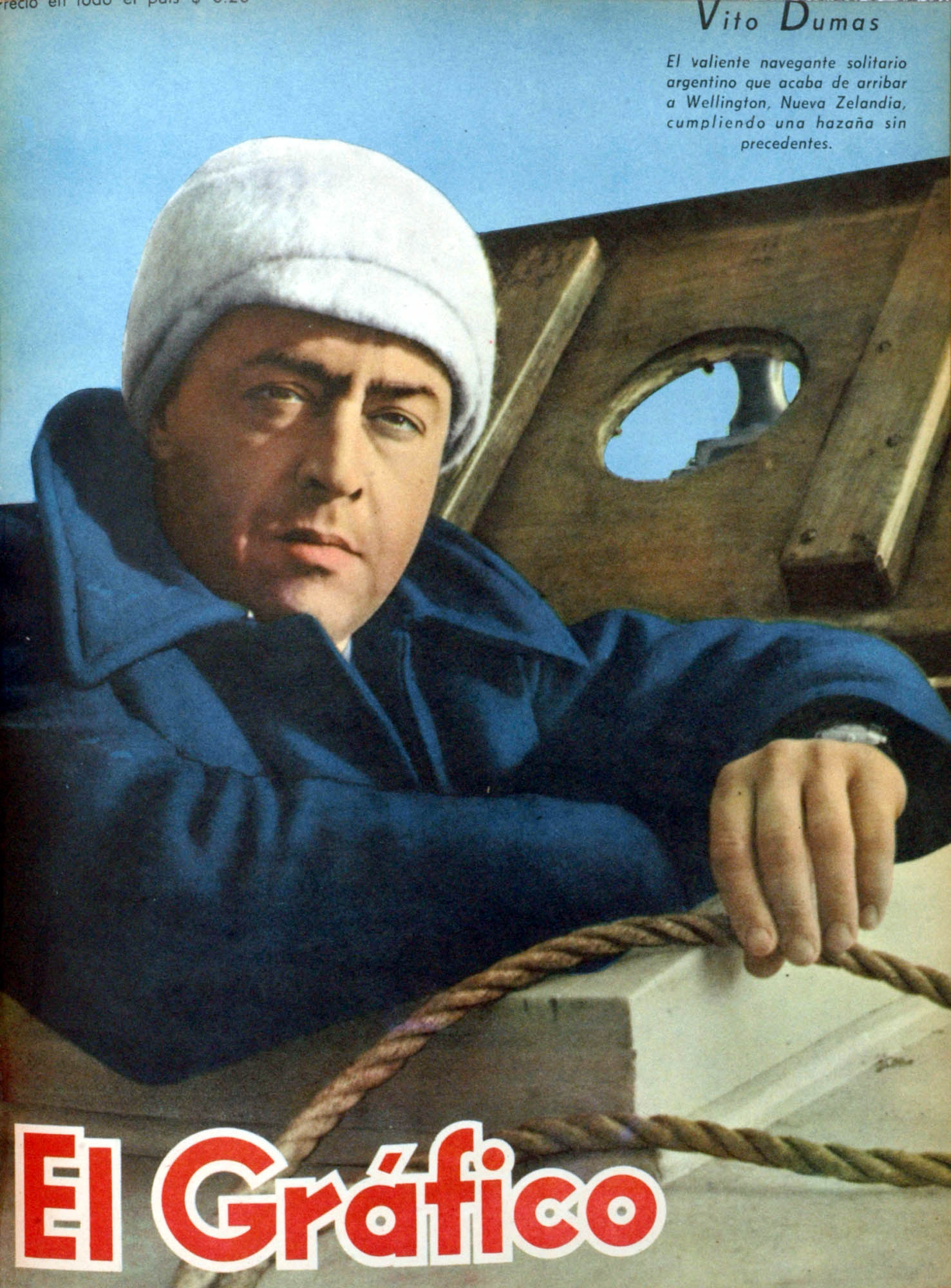
Vito Dumas